# هوارد وولف
هوارد وولف (انگلیسی: Howard Wolf؛ زادهٔ ۵ نوامبر ۱۹۳۶) نویسنده اهل ایالات متحده آمریکا است.
وی همچنین برندهٔ جوایزی همچون برنامه فولبرایت شده‌است.